# Front of the class
Front of the class is een Amerikaanse televisiefilm uit 2008 van Peter Werner. De film is gebaseerd op het waargebeurd verhaal Front of the Class: How Tourette Syndrome Made Me the Teacher I Never Had van Brad Cohen.

## Verhaal
Brad Cohen heeft het syndroom van Gilles de la Tourette. Zijn vader heeft de ziekte van zijn zoon nooit aanvaard. Zijn leeftijdsgenoten vinden hem maar een vreemde jongen en begrijpen niets van zijn aandoening. En ook van zijn leraars moet hij niet te veel sympathie verwachten. Brad wordt ouder en leert met zijn ziekte om te gaan en besluit om zelf leerkracht te worden, een leerkracht die hij zelf nooit gehad heeft. Maar het loopt niet altijd even vlekkeloos.

## Rolverdeling
| Acteur              | Personage        |
| ------------------- | ---------------- |
| James Wolk          | Brad Cohen       |
| Dominic Scott Kay   | Jong Brad Cohen  |
| Treat Williams      | Norman Cohen     |
| Sarah Drew          | Nancy Lazarus    |
| Kathleen York       | Diane            |
| Joe Chrest          | Jim Ovbey        |
| Patricia Heaton     | Ellen Cohen      |
| Johnny Pacar        | Jeff             |
| Charles Henry Wyson | Jong Jeff        |
| Charlie Finn        | Ron              |
| Dianne Butler       | Hilarie Straka   |
| Helen Ingebritsen   | Susan            |
| Laura Whyte         | Brenda           |
| Mike Pniewski       | Directeur Myer   |
| Michael H. Cole     | Directeur Fowler |
| Katherine Shepler   | Heather          |
| Bryce Wilkins       | Gaylon           |
| Zack Miller         | Thomas           |
| Anna Rappaport      | Amanda           |
| Nicholas Stargel    | Eli              |
| Connor Hill         | Henry            |